# James Alfred Ewing

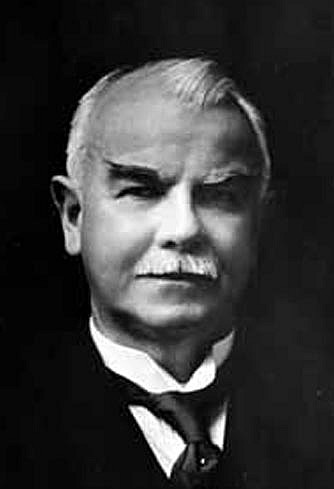
James Alfred Ewing

Sir James Alfred Ewing (ur. 27 marca 1855 w Dundee, zm. 7 stycznia 1935) – szkocki fizyk, profesor inżynierii mechanicznej uniwersytetu w Tokio (1878-1883), a następnie mechaniki stosowanej King’s College w Cambridge (1890-1903).
Zdobył szczególne uznanie za odkrycie magnetycznych właściwości żelaza, stali i innych materiałów. W latach 1903–1916 był dyrektorem wydziału edukacji morskiej Admiralicji. Od 1916 r. był rektorem uniwersytetu w Edynburgu. W latach 1914–1917 kierował departamentem szyfrów admiralicji. W 1911 r. uzyskał tytuł szlachecki.